# Аличе Кастело
Аличе Кастело (итал. Alice Castello) је насеље у Италији у округу Верчели, региону Пијемонт.
Према процени из 2011. у насељу је живело 2192 становника. Насеље се налази на надморској висини од 253 м.

## Становништво
Према резултатима пописа становништва 2011. у општини је живело 1.901 становника.
| 1931. | 1936. | 1951. | 1961. | 1971. | 1981. | 1991. | 2001. | 2011. |
| ----- | ----- | ----- | ----- | ----- | ----- | ----- | ----- | ----- |
| 2.134 | 2.199 | 2.193 | 2.109 | 2.118 | 2.314 | 2.474 | 2.603 | 1.901 |